# Antoninus-Pius-Thermen

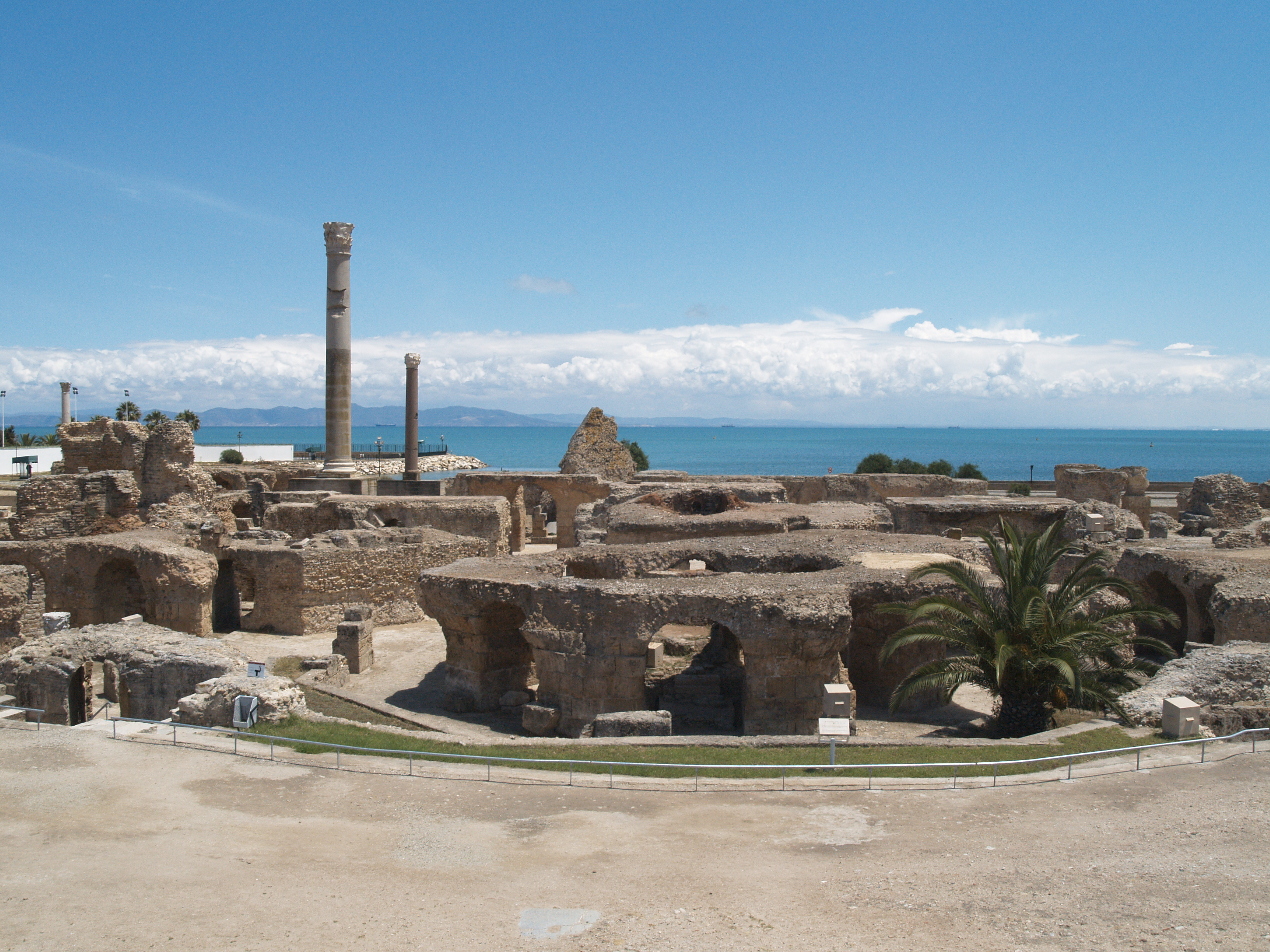
Überblick über die Ruinen der Thermenanlage

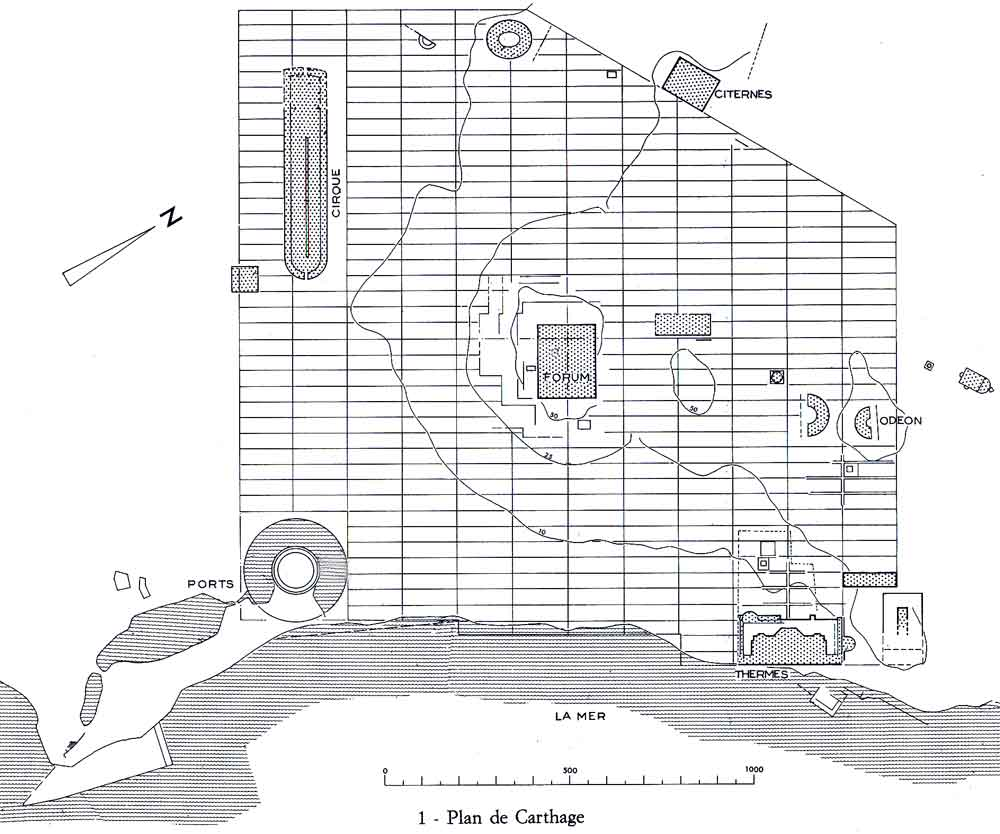
Plan des römischen Karthago

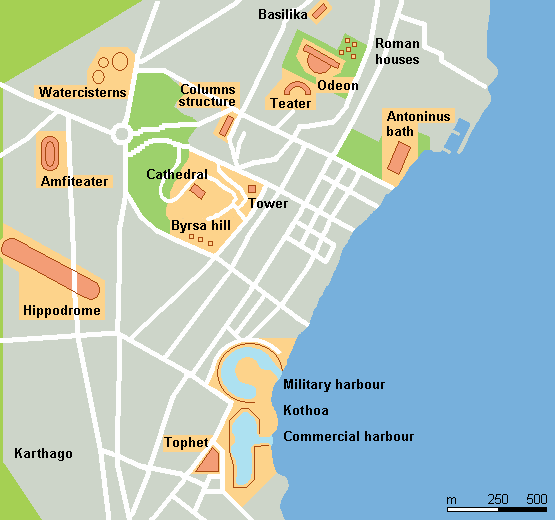
Lage innerhalb des modernen Karthago

Die Antoninus-Pius-Thermen (arabisch حمامات أنطونيوس بقرطاج Hamāmat 'Antunius Biqurtaj, französisch Thermes d’Antonin) sind eine römische Badeanlage aus dem 2. Jahrhundert in der antiken Stadt Karthago in Tunesien. Mit einer Ausdehnung von 200 Metern Länge waren sie die größte Thermenanlage der afrikanischen Provinzen Roms. Die Ruinen sind heute im Parc archéologique des Thermes d’Antonin zu besichtigen und sind Teil des UNESCO-Weltkulturerbes.

## Geschichte
Die Thermen wurden zwischen 146 und 162 n. Chr. nach dem Vorbild der Trajansthermen in Rom symmetrisch um einen 20 m × 50 m großen Zentralraum errichtet. Ihren Namen haben sie von dem römischen Kaiser Antoninus Pius, einem Adoptivsohn von Kaiser Hadrian, der den Bau zumindest mitfinanzierte. Sie sind die ersten öffentlichen Thermen, die in der Stadt Karthago gebaut wurden, und waren mit importiertem Marmor und Mosaiken ausgeschmückt. Die Thermen blieben bis zum Einfall der Vandalen in Nordafrika im 5. Jahrhundert in Betrieb. In der Folge wurde ein Großteil der wertvollen Baumaterialien und der Säulen zur Errichtung und Ausschmückung anderer Bauwerke entnommen.

## Architektur

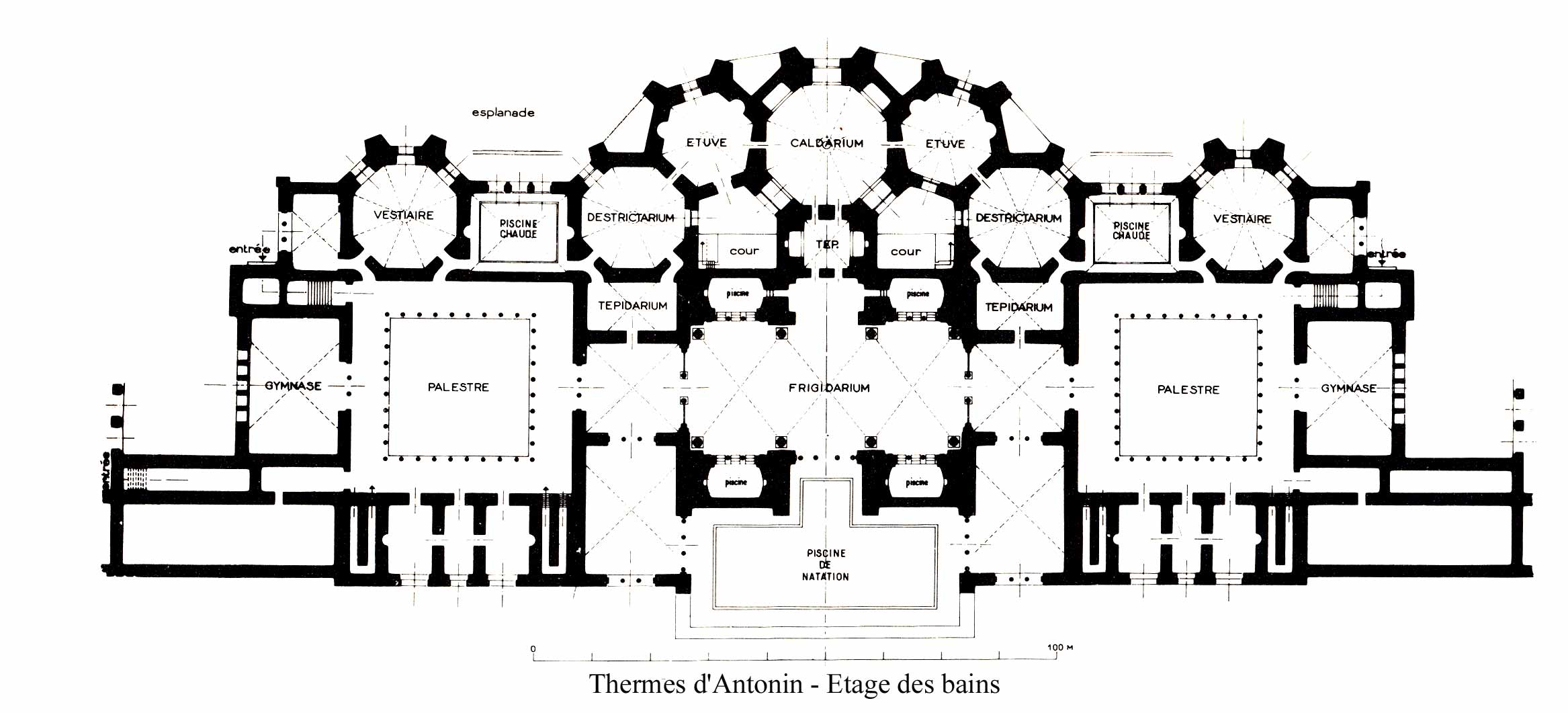
Grundriss der Thermen mit französischer Beschriftung

Durch die Lage der Thermen direkt am Meer war es nicht möglich, wie sonst bei vergleichbaren Bauwerken üblich, die Betriebs- und Personalräume in einem Untergeschoss anzulegen. Sie wurden deshalb ins Erdgeschoss verlegt und die eigentlichen Baderäume in den ersten Stock. Diese waren in zwei symmetrische Abteilungen mit Caldaria, Tepidaria und Schwimmbecken aufgeteilt, vermutlich für Männer und Frauen separat. Zentral gelegen waren das Frigidarium, dessen Kuppel von acht grauen Granitsäulen mit Marmorkapitellen gestützt wurde, und ein großes Kaltwasser-Schwimmbecken (natatio) mit den Dimensionen 49 m × 6 m. Die Wasserversorgung erfolgte mit Wasser aus den Bordj-Djedid-Zisternen, die über das Aquädukt von Zaghouan mit Wasser aus den Zaghouan-Bergen gespeist wurden.

## Heutige Situation

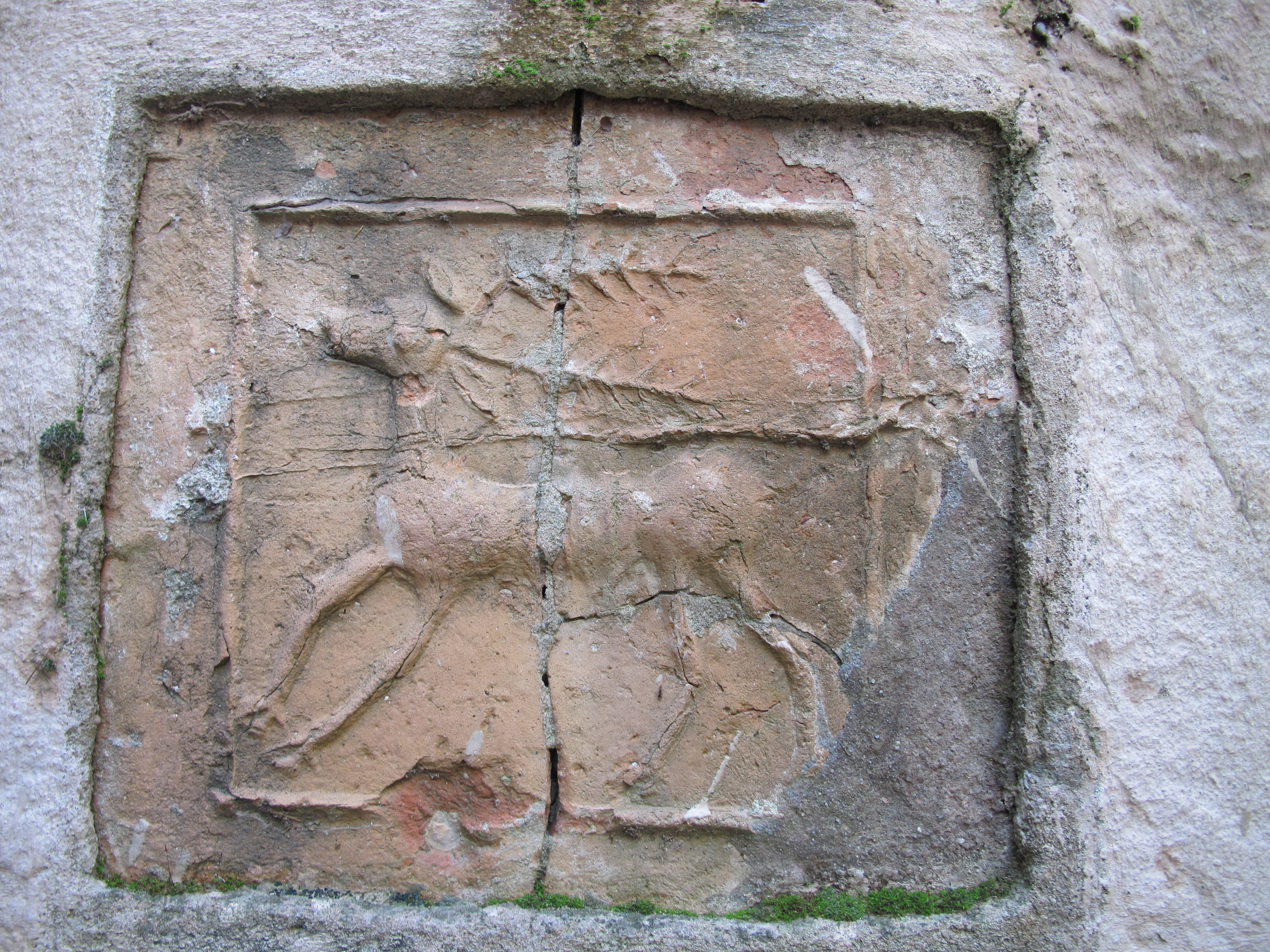
Wandkachel in der sogenannten Kapelle des Asterius

Die Ruinen der Thermen sind heute als Teil eines archäologischen Parks zu besichtigen. Zu sehen sind vor allem Reste des Erdgeschosses, das überwiegend aus Personal- und Ruheräumen bestand. Auch die Heizungs- und Wasserleitungen sind teilweise gut zu erkennen. Von den Marmorausschmückungen und Säulen sowie von den eigentlichen Baderäumen ist kaum etwas erhalten, auch die ehemalige Freitreppe zum Meer wurde komplett zerstört. In der Mitte des Thermengebäudes wurde eine ca. 20 Meter hohe Säule auf einem Betonsockel wieder aufgerichtet. Sie lässt die Höhe des Frigidariums an dieser Stelle erkennen. Etwas außerhalb der eigentlichen Thermengebäude sind die Überreste der halbkreisförmig angeordneten Latrinen zu sehen.
Im Ausgrabungsgelände befinden sich darüber hinaus eine Reihe von punischen Gräbern, Zisternen, die Grundmauern mehrerer Häuser (teils mit Mosaikfußböden), die Ruine einer frühchristlichen Basilika und die unterirdische, sogenannte Grabkapelle des Asterius.
Das Gelände des archäologischen Parks grenzt direkt an das Gelände des Palastes der Präsidenten von Tunesien.